# Смитсоновский музей дизайна Купер Хьюитт
Смитсоновский музей дизайна Купер Хьюитт (англ. Cooper Hewitt, Smithsonian Design Museum) — музей США в Верхнем Ист-Сайде, расположенный на «музейной миле» Нью-Йорка.
Один из девятнадцати музеев, которые подпадают под крыло Смитсоновского института, и один из трех объектов Смитсоновского института, расположенных в Нью-Йорке. Единственный музей в Соединенных Штатах, посвященный историческому и современному дизайну. Его выставочная коллекция охватывает примерно 240 лет эстетики дизайна.

## История
Музей был основан в 1896 году и первоначально назывался Cooper Union Museum for the Arts of Decoration. До этого, в 1895 году, внучки Питера Купера — Сара и Элинор Хьюит, а также Амелия Хьюитт Грин (Amelia Hewitt Green) — попросили у Cooper Union место для создания Музея декоративного искусства, который по их мнению, будет черпать вдохновение в парижском Музее декоративного искусства, а также станет местом для студентов и профессиональных дизайнеров, изучающих и занимающихся декоративным искусством. Попечители Cooper Union предоставили для этих целей четвёртый этаж своего здания, и в 1897 году музей был открыт для посещений. Работал он три дня в неделю, вход — бесплатный. Все три сестры были директорами музея, пока в 1930 году не умерла последняя из них — Сара Купер Хьюитт. После этого директором музея была Constance P. Hare, а в 1938 году, когда директором Cooper Union стал Эдвин Берделл, он же возглавил и музей.
Внутренние коллизии в Cooper Union привели к тому, что 3 июля 1963 года музей был закрыт, несмотря на общественные протесты. После этого Генри Фрэнсис Дю Пон создал комитет Committee to Save the Cooper Union Museum. Американский альянс музеев помог ему разработать планы на будущее музея, после чего начались переговоры между Cooper Union и Смитсоновским институтом. В итоге 9 октября 1967 года руководство института подписало соглашение о передаче коллекции и библиотеки бывшего музея в Смитсоновский институт. 14 мая 1968 года Верховный суд Нью-Йорка утвердил соглашение, и музей стал собственностью института. 1 июля 1968 года музей был переименован в Cooper-Hewitt Museum of Design. В 1969 году он был переименован в Cooper-Hewitt Museum of Decorative Arts and Design, и в октябре этого же года его директором стала Лиза Тейлор (Lisa Taylor).

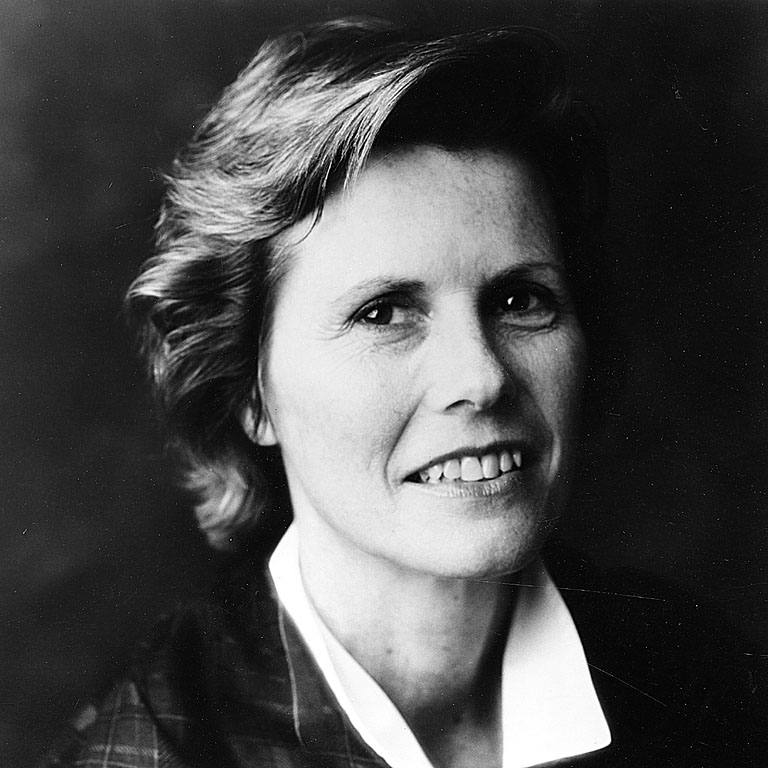
Дайанн Пилигрим

Музей стал первым из ряда Смитсоновских музеев за пределами Вашингтона, расположился в 1970 году в особняке Эндрю Карнеги. Здание особняка требовало проведение ремонта, и он был торжественно открыт для публики 7 октября 1976 года с выставкой «MAN transFORMs»". В июле 1978 года в музее была создана собственная лаборатория для восстановления и консервации экспонатов; финансировал её создание фонд Samuel H. Kress Foundation. Лиза Тейлор ушла на пенсию в 1987 году, и в 1988 году её место заняла Дайанн Пилигрим (Dianne Hauserman Pilgrim). В 1994 году название музея снова было изменено на Cooper-Hewitt, National Design Museum. С 2000 года директором был Пол Томпсон, в 2010—2012 годах музеем руководил Билл Моггридж — соучредитель дизайнерской компании IDEO, разработчик первого портативного компьютера Grid Compass. 17 июня 2014 года название музея было изменено на сегодняшнее Cooper Hewitt, Smithsonian Design Museum, также были разработаны его логотип и веб-сайт. С 2011 года здание музея находилось на ремонте и реконструкции и было открыто для посещения 12 декабря 2014 года.

## Коллекция и выставки
Коллекции музея Купер Хьюитт состоит из декоративных и дизайнерских предметов и была сфокусирована на архитектуре, скульптуре, живописи, декоративно-прикладном искусстве, изделиях из дерева, металла и керамики, костюмах, музыкальных инструментах и мебели. После начала работы музея жена Абрама Хьюитта — Сара Амелия Хьюитт пожертвовала коллекцию кружев, Джордж Хирн (George Hearn) пожертвовал два декоративных фонтана стоимостью 1000 долларов, а жена Ллойда Брайса передала в дар предметы искусства, некоторые из них из дворца Фонтенбло.
В музее была галерея металлоконструкций, в частности старинные железные решетки и стулья, но позже они были убраны из экспозиции. В музее хранятся известные предметы, такие как стул, которым пользовался Авраам Линкольн во время посещения Cooper Union, и «Роллс-Ройс», когда-то принадлежавший «Битлз» (он был подарен Джоном Ленноном и Йоко Оно в 1978 году, а летом 1985 года был продан на аукционе Sotheby's за 2 090 000 долларов).
В настоящее время в Смитсоновском музее дизайна Купер Хьюит представлен широкий спектр экспонатов — начиная от спичечных коробок и хозяйственных сумок до фарфора из Советского Союза и работ графического дизайнера Тибора Калмана.

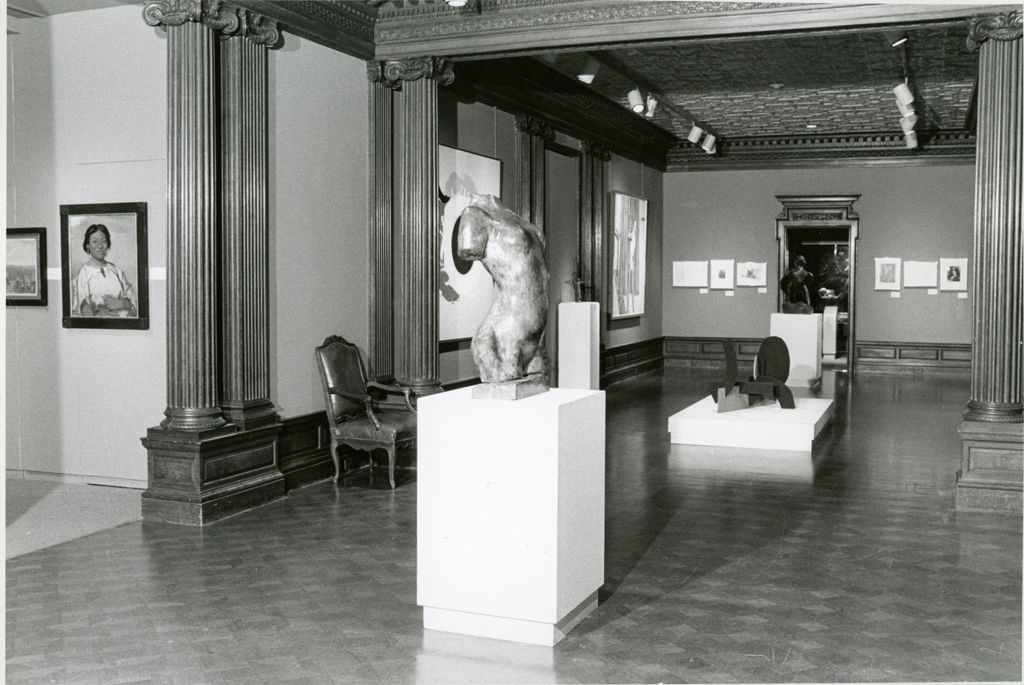
Выставка «Smithsonian»

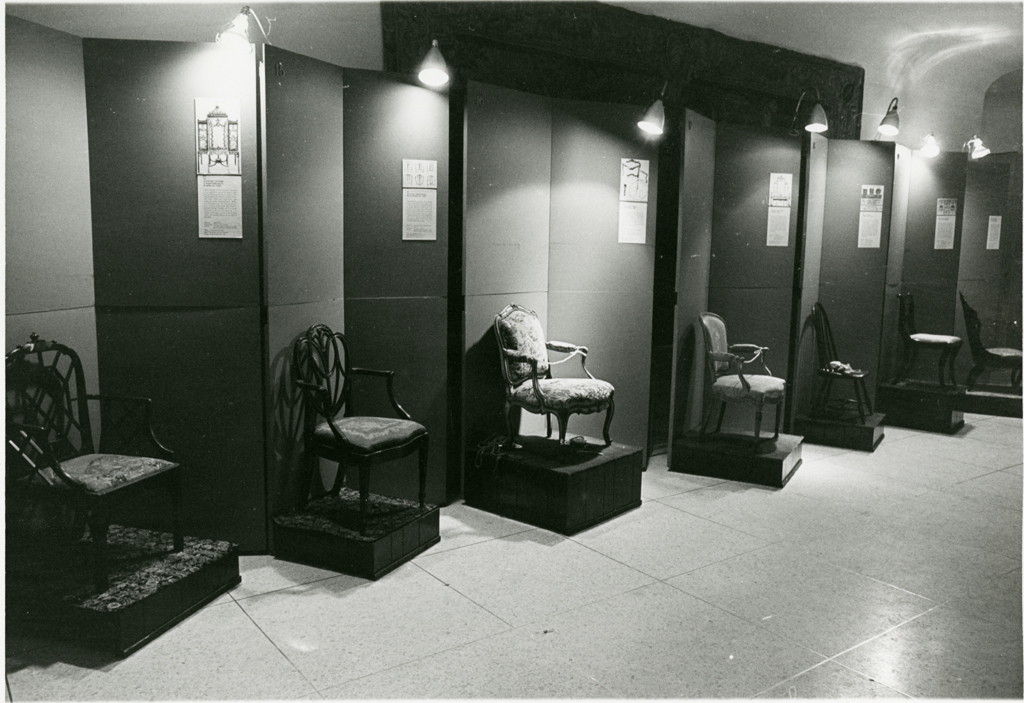
Выставка «Please Be Seated»

В музее проводится выставочная деятельность, на которых представлена история и культура декоративного искусства и дизайна. Здесь прошли выставки «Please Be Seated» (1968), посвященная современным стульям. В 1977 году состоялась выставка «Palaces for the People», рассказывающая о столетии архитектуры курортов и мотелей в Соединенных Штатах. В 1979 году в музее были размещены сотни предметов, предоставленных другими смитсоновскими подразделениями под названием «Smithsonian». В 1980 году музей продемонстрировал историю и культуру океанских лайнеров на выставке «The Oceanliner: Speed, Style, Symbol». Позже в этом же году на выставке «Hair» было представлено более 350 предметов из истории причесок, а экспозиция «Electroworks» рассказывала о копировальной технике. В 1983 году Купер-Хьюитт стал первым музеем в Соединенных Штатах, где была представлена Амстердамская школа. Совместно с National Endowment for the Arts и National Endowment for the Humanities в музее был показан скандинавский дизайн.
Кроме стационарных выставок, музей Купер-Хьюитт организует передвижные экспозиции через службу Traveling Exhibition Service. Первой из этих выставок стала «Close Observation: Selected Oil Sketches by Frederic E. Church» 1978 года. В 1993 году музей провёл выставку «The Power of Maps», которая стала первой, проведённой на Национальной аллее смитсоновским центром S. Dillon Ripley Gallery. На выставке было представлено более 200 карт со всего мира.
Ряд выставок был посвящён Великобритании: эпохе Вильгельма III и его жены Марии II; выставка произведений декоративно-прикладного искусства XVI и XVII веков из Берли-хауса . Ювелирные изделия французской компании Van Cleef & Arpels были в центре внимания выставки в 2011 году. В этом же году в музее были представлены работы  французской художницы-абстракционистки Сони Делоне. Вместе с Центром искусств Уокера Купер-Хьюитт провёл в 2012 году выставку «Graphic Design – Now In Production», на которой были представлены работы графического дизайна с 2000 года. В марте 2015 года в Смитсоновском музее дизайна Купер Хьюитт прошёл первый в мире The Algorithm Auction — аукцион компьютерных алгоритмов (компьютерного кода).